# Kill Your Own
Kill Your Own è il terzo album discografico degli Hundred Reasons, anch'esso prodotto alla V2 Records, dopo il precedente Shatterproof Is Not a Challenge. Dopo la dipartita del chitarrista Paul Townsend, viene subito sostituito da Larry Habbit (che fu anche il produttore del disco).
Il primo singolo estratto dall'album, Kill Your Own, arrivò alla posizione numero 45 nella "UK single charts" e l'album, invece, alla numero 79 di quella degli album. Nonostante ciò, guadagnò la posizione numero 3 nella "Radio 1's Rock Chart".

## Tracce
1. Broken Hands – 3:37
2. Kill Your Own – 3:45
3. Destroy – 3:22
4. The Chance – 3:32
5. The Perfect Gift – 3:50
6. Live Fast, Die Ugly – 2:32
7. Feed The Fire – 3:49
8. This Mess – 3:52
9. A Better Way? – 2:04
10. No Pretending – 4:33
11. Breathe Again – 6:43

B-Sides
- Casual Friday - 3:30 (pubblicato con "Kill Your Own")
- Good to Know - 2:05 (pubblicato con "Kill Your Own")
- Sometimes - 3:23 (pubblicato con "Kill Your Own")

## Formazione
- Colin Doran - voce
- Larry Hibbitt - chitarra, voce, percussioni aggiuntive, tastiere
- Paul Townsend - chitarra, voce (Cori in This Mess)
- Andy Gilmour - basso, organo in Breathe Again
- Andy Bews - batteria

Produttore
- Larry Hibbitt

Engineers
- Charles Dorman
- George Apsion
- Tariq Zaid al-Nasrawl

Assistenti di studio
- Michelle Cade

Mixato da
- Larry Hibbitt
- D. Sardy (Broken Hands, The Chance e The Perfect Gift)

Masterizzato da
- Stephen Marcussen

Tecnico delle percussioni
- James Dehaan

Tecnico delle chitarre
- Stuart Valentine